# Soulac-sur-Mer

Soulac-sur-Mer este o comună în departamentul Gironde din sud-vestul Franței. În 2009 avea o populație de 2.711 de locuitori.

## Evoluția populației
| An        | 1975  | 1982  | 1990  | 1999  | 2006  | 2009  |
| --------- | ----- | ----- | ----- | ----- | ----- | ----- |
| Populație | 2.387 | 2.536 | 2.790 | 2.720 | 2.690 | 2.711 |